# Caritina Piña
Caritina Piña (1895 à Ocampo - 1981), est une militante anarcho-syndicaliste et anarcha-féministe mexicaine. Une anarchiste notable de la région du Golfe du Mexique, elle est en lien avec Librado Rivera. Elle est créditée comme étant l'une des premières féministes modernes de l'histoire du Mexique. 
Sa figure, rapidement tombée dans l'oubli après sa mort, est redécouverte au XXIe siècle, notamment grâce aux travaux de l'historienne Sonia Hernandez.

## Biographie
Caritina Piña Montalvo naît en 1895 à Ocampo, dans l'état de Tamaulipas. Son père est un général de l'armée mexicaine et sert le régime de Porfirio Díaz. Dès la fin des années 1910, elle s'engage pour la liberté des prisonniers politiques. Elle souscrit par ailleurs à l'anarcho-syndicalisme. 
La militante fait partie des premières féministes du pays ; elle s'implique dans le mouvement anarchiste et féministe du Mexique. Sa trajectoire personnelle lui permet d'établir des liens entre plusieurs groupes, cultures et classes sociales. Elle prend une position de décisionnaire au sein de son groupe dans les années 1920 et 1930. Elle est en lien avec d'autres figures du mouvement anarchiste mexicain, comme avec Librado Rivera.
Sa figure, rapidement tombée dans l'oubli après sa mort, est redécouverte au XXIe siècle, notamment grâce aux travaux de l'historienne Sonia Hernandez,.